# Plaques de matrícula de Finlàndia

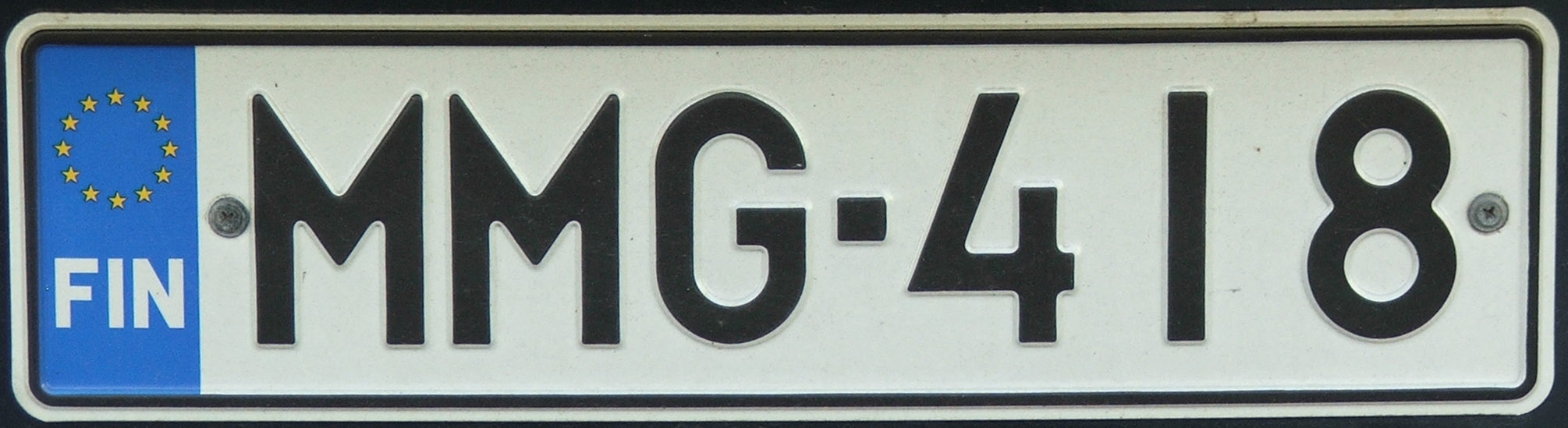
Model actual de matrícula finlandesa.

Les plaques de matrícula dels vehicles de Finlàndia segueixen un sistema alfanumèric introduït el 1972 format per tres lletres i tres xifres separades per un guionet (per exemple, ABC-123) i que no indiquen el lloc de procedència del vehicle. Els caràcters són negres sobre fons blanc i les mides de la placa són 442 mm per 118 mm. El format des del 2001 és el comú a la resta de plaques de la Unió Europea, pel que també porta la secció blava a l'extrem esquerre amb les estrelles en cercle de la UE i el codi del país, FIN.
El format de placa de la UE es dona de forma automàtica a tots els vehicles nous llevat que el propietari faci una sol·licitud als llocs d'inspecció per adquirir el model antic de placa (de fons negre i caràcters blancs i de mida 397 mm x 118 mm), però la numeració segueix el model actual.

## Illes Åland

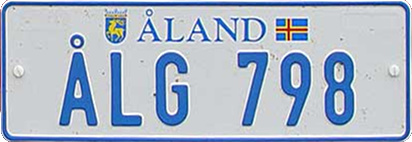
Model de matrícula de les illes Aland.

Les illes Åland tenen el seu propi tipus de placa. La combinació està formada per tres lletres i tres xifres separats per un espai. A la part superior hi ha, d'esquerra a dreta, l'escut de les illes, el nom ÅLAND i la bandera. Tots els caràcters són de color blau i la primera lletra sempre és una Å.

## Tipografia
La tipografia utilitzada és una barreja d'algunes característiques de la norma DIN 1451 amb influències més humanistes:
- Els costats de les lletres C, G, O o Q es presenten rectes en lloc de corbats.
- El número 4 és típicament DIN, però les xifres 2, 6 i 9 tenen els traços corbats.
- Els números 1 i 7 sense pal a la part superior esquerra.

## Tipus

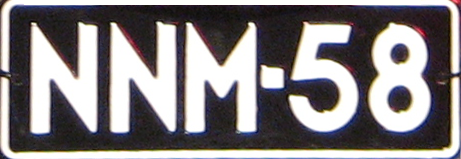
Model antic de matrícula.

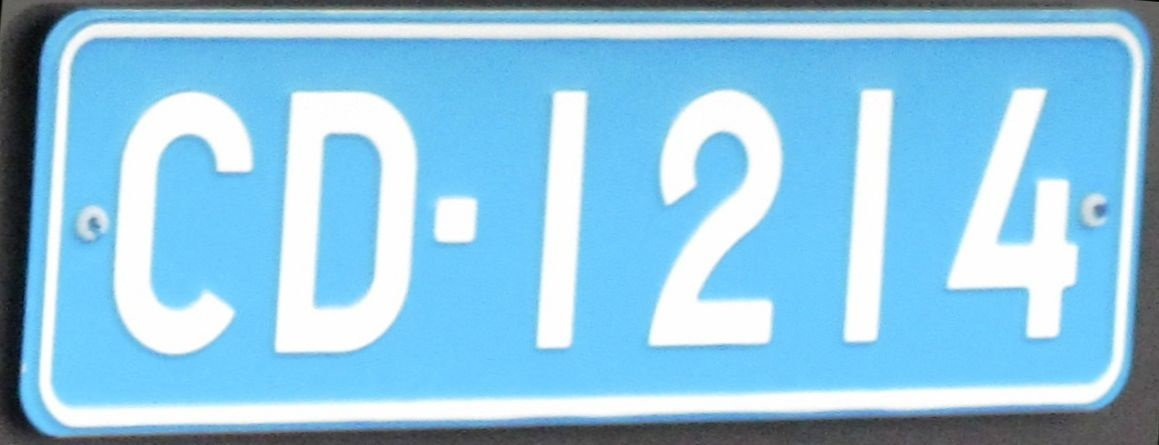
Matrícula diplomàtica.

Els vehicles antics porten una matrícula de fons negre amb els caràcters blancs en relleu. Es componen de dues o tres lletres i un màxim de tres xifres, separats per un guinet.
Els vehicles diplomàtics d'ambaixades o del personal diplomàtic porten unes plaques de fons blau cel i caràcters blancs compostes per les lletres CD (per Corps Diplomatic) i quatre xifres o les lletres C i un màxim de cinc xifres.
Els ciclomotors porten una matrícula de fons blanc amb caràcters negres formada per un màxim de tres xifres i un màxim de tres lletres separats en dues línies.
Les motos de neu porten matrícules des del novembre de 1994 de fons de color groc i caràcters negres formada per una combinació de tres xifres i dues o tres lletres en dues línies

Els remolcs porten una matrícula d'igual format que la dels vehicles particulars excepte en el fet que la primera lletra sempre és una D, una P o una W.

## Història[9]

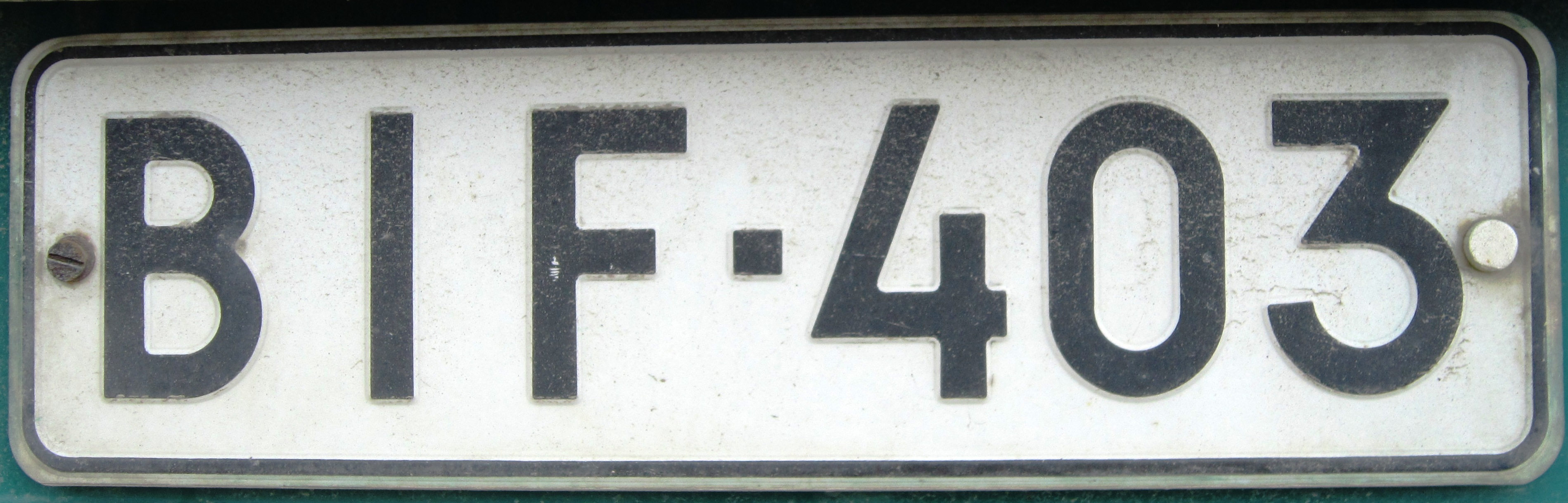
Model de matrícula anterior al 2001.

- Entre 1917 i 1922, just després d'obtenir la independència, diferents plaques es van emetre per a cada ciutat.

- Entre 1922 i 1929 les plaques tenien un fons blanc formades per una designació provincial i quatre xifres.

- Entre el 1930 i 1940 es van emetre plaques anuals. Les plaques per als anys imparells eren blanques amb caràcters negres i les plaques per als anys parells eren de color negre amb caràcters blancs. La combinació de registre consistia en una designació provincial i un màxim de quatre dígits separat per un guinet.

- A partir de 1950 el número de registre estàndard consistia en dues lletres, un guió i un màxim de tres xifres, en relleu en blanc sobre un fons negre. La primera lletra indicava la designació de la província.

- El 1960 es va afegir una vora blanca a la placa. El número de registre es componia de tres lletres i una o dues xifres.

- El 1972 s'introdueix el sistema de registre actual de tres lletres i tres xifres.

- El 2001 s'introdueix el format de plaques de la Unió Europea.

Codis indicatius de procedència del vehicle vigents entre 1922 i 1972 eren:
| Lletra | Àrea            | Lletra | Àrea                                 |
| ------ | --------------- | ------ | ------------------------------------ |
| A      | Hèlsinki ciutat | N      | província de Häme fins 1961.         |
| B      | Hèlsinki        | O      | Oulu                                 |
| C      | Hèlsinki        | R      | Kymi                                 |
| E      | Turku           | S      | Pohjois-Karjala                      |
| F      | Turku           | T      | Turku                                |
| G      | Kymi província  | U      | Uusimaa                              |
| H      | Häme província  | V      | Vaasa (originàriament VA + 4 xifres) |
| I      | Häme província  | X      | Keski-Suomi                          |
| K      | Kuopio          | Y      | Vaasa                                |
| L      | Lappin          | Z      | Uusimaa                              |
| M      | Mikkeli         | ÅL     | Åland (amb 4 xifres)                 |